# Antonello Restivo
Antonello Restivo (Cagliari, 13 giugno 1975) è un allenatore di pallacanestro italiano.
È stato viceallenatore di Melillo, Crespi e Frates  nella massima serie italiana a Roseto, Udine e Pesaro, poi capoallenatore nelle serie minori.

## Carriera
Dopo aver giocato nel ruolo di playmaker nelle serie minori, dalla stagione 1996 inizia ad allenare nella Virtus Cagliari, società femminile della sua città, come assistente della serie A2 e come primo allenatore nelle giovanili e vi rimane per tre stagioni.
Nella stagione 1999-2000 inizia la sua collaborazione, come suo assistant coach, con l'allenatore italo-americano Phil Melillo sulla panchina di Pall. Roseto, in serie A2 maschile, squadra con la quale raggiunge subito la promozione in massima serie grazie alla presenza nel roster di giocatori del calibro di Paolo Moretti, Mario Boni, Valerio Amoroso, Leonardo Busca, Francesco Orsini e Albert Burditt. Confermato anche in A1 raggiunge, grazie all'arrivo di George Gilmore, Peter Guarasci, Jeff Sheppard e Stefano Attruia, l'8º posto al termine della regular season e disputa i play-off scudetto contro la Virtus Bologna oltre alle Final Eight di Coppa Italia. La stagione successiva si trasferisce, seguendo Melillo come assistente, alla Snaidero Udine in serie A ma esonerato Melillo a gennaio continua con Fabrizio Frates.
Nell'estate 2002 inizia la sua prima esperienza da capo allenatore nella panchina della Russo Cagliari in serie C, ma dopo 17 partite con 15 vittorie, a gennaio 2003 ritorna al fianco di Melillo nella panchina di Pall. Roseto raggiungendo i play-off contro la Viola R. Calabria, la semifinale di Coppa Italia contro la Pall. Cantù e gli ottavi di ULEB Cup contro l'Estudiantes. Segue ancora Phil Melillo alla V.L. Pesaro e nel 2003-2004 raggiunge i migliori risultati da vice allenatore: 4º posto nella regular season e semifinale scudetto contro Mens Sana Siena e finale di Coppa Italia contro Pall. Treviso, che garantisce la qualificazione in Eurolega. L'anno successivo viene confermato anche dopo l'esonero di Melillo a dicembre, continuando così con Marco Crespi fino al termine della stagione in cui disputa i quarti di finale di Eurolega contro il Maccabi Tel Aviv..
Dopo un periodo di aggiornamento nel 2005 in Serbia e Montenegro a seguito della nazionale prima dei Campionati europei e poi come consulente per il Partizan, a gennaio torna alla Russo Cagliari in Serie B Dilettanti, portando la squadra cagliaritana a disputare i play-off promozione. Da qui in poi inizia la sua carriera da capo allenatore nelle serie minori maschili: ancora alla Russo in Serie B Dilettanti in cui sfiora la promozione raggiungendo il 3º posto, con 23 vittorie e 7 sconfitte, in regular season e disputando la semifinale promozione contro Empoli, poi a Silver P. Torres in Serie A Dilettanti, Gualdo in Serie B Dilettanti ottenendo la salvezza., a Catanzaro ottenendo la salvezza ai play-out proprio contro la Russo  e infine ritorna a Cagliari ma sponda Olimpia, in serie B.
Nella stagione 2013-14 passa al settore femminile, diventando per un triennio capo allenatore del CUS Cagliari in Serie A1 ottenendo il nono posto in classifica. con una squadra formata dalla playmaker Tamara Radočaj, campionessa europea e bronzo olimpico con la Serbia e alle nazionali italiane Martina Fassina e Cinzia Arioli. Nella stagione successiva  viene confermato, grazie a giocatrici come Tricia Liston, Milica Mićović, Agnese Soli, Cinzia Arioli e Asia Taylor porta le universitarie all'ottavo posto in Serie A1 e si concede i play-off scudetto contro le future campionesse italiane di Famila Schio. Nella terza e ultima stagione, nonostante la presenza in roster di Samantha Prahalis, scelta con il numero 6 al Draft dalle Phoenix Mercury, la squadra si piazza all'ultimo posto e viene retrocessa in serie cadetta.
Ritorna su una panchina, firmando al S. Salv. Selargius, nell'hinterland cagliaritano, in serie cadetta, ma per via della pandemia di COVID-19 il campionato viene interrotto definitivamente con la formazione giallonera a centro classifica.
Nell'estate 2020 nasce la sezione femminile della Dinamo Sassari e viene scelto dal presidente Sardara come primo allenatore della formazione biancoblu. Nella prima stagione, dopo essersi piazzato al 12° in regular season, ottiene la salvezza nel primo turno di play out in tre gare contro il Pall. Broni piazzatosi al 11º posto. L'americana Kennedy Burke, finirà la stagione come miglior realizzatrice del campionato con 23 punti di media a partita. 
Confermato in panchina, guida le sassaresi alla prima partecipazione europea, qualificandosi attraverso i preliminari alla EuroCup Women collezionando la prima vittoria storica in Europa contro le Svizzere del friburgo, mentre la salvezza in campionato viene raggiunta dopo il 10º posto in regular season, sempre tramite il primo turno dei play-out, questa volta in due gare contro la Libertas Moncalieri, nonostante gli infortuni accorsi alla capitana Cinzia Arioli e alla seconda realizzatrice del campionato Maggie Lucas con 24.5 di media punti. In questa stagione l'americana Jessica Sheppard chiederà con 29.2 punti di media a partita e 17.5 rimbalzi vincendo il premio di M.V.P. del campionato.
Viene quindi confermato anche nel 2022-2023. Sotto la sua guida Sassari accede alla regular season di EuroCup Women, dopo essere giunta terza nel suo girone, si qualifica ai playoff perdendo in gara tre conto la Rayer Venezia. In campionato, grazie al quarto posto dopo il girone di andata, ottiene la qualificazione alla final eight di Coppa Italia, vincendo i quarti di finale contro Geas Basket e perdendo la semifinale contro Famila Schio, poi vincitrice della Coppa Italia. Alla fine della regular season si conferma al 4º posto in classifica con 18 vittorie e 8 sconfitte, partecipando ai Playoff Scudetto e perdendo in gara tre contro Geas Basket.
Nella stagione 2023-2024 porta Sassari e la Sardegna a partecipare per la prima volata alla semifinale di Super Coppa italiana, la Dinamo Sassari viene battuta dalla Famila Schio con il punteggio di 55-57. In EuroCup Women riesce a qualificarsi seconda del suo girone e partecipa per il secondo anno consecutivo ai playoff battendo naumur capitale e qualificandosi per la prima volta alle top 16 di EuroCup Women perdendo in due gare contro montpellier.In campionato raggiunge i playoff scudetto con 11 vittorie e 13 sconfitte ma viene penalizzata di una vittoria per un'irregolarità nella partita contro roma e finisci la regular season al 9 posto.
Nella stagione 2024-2025 porta Sassari e la Sardegna per la prima volta alle TOP8 di EuroCup Women battendo ai playoff l'Hozono Global Jairis, agli ottavi di finale il Club Deportivo Ibaeta, e perdendo ai quarti di finale contro il Club Universitario de Ferrol. In campionato il cammino invece è più difficoltoso e la salvezza arriva solo a gara 3 del secondo turno di play-out contro Alpo. Al termine della stagione lascia il club sassarese dopo cinque stagioni.
Note
1. ↑  18-54 se si considerano play-off e play-out
2. ↑  51-82 se si considerano play-off e play-out
3. ↑   Legabasket, su web.legabasket.it. URL consultato il 1º settembre 2016 (archiviato dall'url originale il 13 settembre 2016).
4. ↑   Legabasket, su web.legabasket.it. URL consultato il 20 maggio 2016 (archiviato dall'url originale il 10 giugno 2016).
5. ↑   Scavolini Pesaro Assistant Coach, su euroleague.net, www.euroleague.net.
6. ↑   Antonello Restivo nuovo allenatore della Silver, su basketnet.net (archiviato dall'url originale il 17 giugno 2016).
7. ↑   Euroforn Gualdo Tadino 2008/09, su LNP. URL consultato il 30 marzo 2011 (archiviato dall'url originale il 26 maggio 2009).
8. ↑   Antonello Restivo Head Coach, su ilserrasanta.it, www.ilserrasanta.it. URL consultato il 18 agosto 2011 (archiviato dall'url originale il 19 ottobre 2013).
9. ↑   Antonello Restivo Head Coach della Pall. Catanzaro, su pianetabasket.com.
10. ↑   Basket B dilettanti, Antonello Restivo nuovo coach del Catanzaro [collegamento interrotto], su catanzaroinforma.it, www.catanzaroinforma.it.
11. ↑   OlimpiaCagliari, Olimpia Trony Cagliari vs Russo Cagliari Basket 81-76, 24 gennaio 2012. URL consultato il 20 maggio 2016.
12. ↑   Basket A1 Femminile – Antonello Restivo confermato alla guida del Cus Cagliari, su Sardegna Sport. URL consultato il 20 maggio 2016 (archiviato dall'url originale il 9 giugno 2016).
13. ↑   Basket A1F, l'Energit resiste per 30 minuti poi crolla contro l'Umbertide - Sport - L'Unione Sarda.it, su L'Unione Sarda.it, 6 dicembre 2015. URL consultato il 20 maggio 2016.
14. ↑   La nuova avventura del CUS Cagliari: «Noi ci crediamo, nonostante le difficoltà»  - Videolina, su videolina.it. URL consultato il 20 maggio 2016 (archiviato dall'url originale il 10 giugno 2016).
15. ↑   La Dinamo Femminile ha il suo coach: Antonello Restivo, su dinamobasket.com, 14 luglio 2020. URL consultato il 14 luglio 2020 (archiviato dall'url originale il 17 ottobre 2022).
16. ↑  (EN) BDS Dinamo Sassari Team Profile - EuroCup Women 2024-25 | FIBA Basketball, su www.fiba.basketball, 19 febbraio 2025. URL consultato il 18 maggio 2025.